# Maira definadoi
Maira definadoi là một loài ruồi trong họ Asilidae. Maira definadoi được Joseph & Parui miêu tả năm 1981. Loài này phân bố ở miền Ấn Độ - Mã Lai.